# هيروشي سوزوكي (سباح)
هيروشي سوزوكي ((باليابانية: 鈴木弘 )) (18 سبتمبر 1933 – ) هو سباح، من اليابان، مثّل بلاده في دورة الألعاب الآسيوية 1954، وسباحة في الألعاب الأولمبية الصيفية 1952 – رجال 100 متر سباحة حرة ‏، والألعاب الأولمبية الصيفية 1952، وسباحة في الألعاب الأولمبية الصيفية 1952 – رجال 4 × 200 متر سباحة حرة تناوب ‏.

## وصلات خارجية
- هيروشي سوزوكي على موقع الاتحاد الدولي للسباحة (الإنجليزية)
- هيروشي سوزوكي على موقع أوليمبيديا (الإنجليزية)